# ديمقريطس
ديمُقْريطُس أو ديمقراط (يونانية : Δημόκριτος \ اشتهر بـالفيلسوف الضاحك) فيلسوف يوناني ولد في أبديرة، تراقيا (460 ق.م - 370 ق.م). كان أحد الفلاسفة المؤثرين في عصر ماقبل سقراط وكان تلميذا للفيلسوف ليوكيبوس، الذي صاغ النظرية الذرية للكون.
ورث من والده أموال طائلة واستنفذ أمواله في الرحلات التي كان مولعا بها وزار مصر وتعلم الرياضيات من العلماء المصريين، ثم ذهب إلى بلاد فارس ثم إلى الهند وحاور الفلاسفة العراة فيها ثم عاد إلى أثينا وقابل سقراط وتعرف عليه.

## فلسفته

### الفكرة الذرية
الذرّة عند ديموقريطس وحدة متجانسة غير محسوسة، غير متناهية العدد، متناهية الصغر، وهي الجزء الذي لا يتجزأ من المادة، أزلية ومتحركة بذاتها. وتتشابه الذرات من حيث طبيعة المادة وعدم قبولها القسمة، لكنها تختلف من حيث الشكل والوضع والترتيب.
وبوصف ديموقريطس أحد فلاسفة الطبيعة الأوائل الذين حاولوا إعادة الكون إلى جوهر واحد أو مبدأ واحد، فهو يفسر عملية الكون والفساد تبعا لنظريته الذرية. وبرأيه أنه باتحاد الذرات ينشأ الكون، وبافتراقها يتم فساده وزواله، فالأشياء تتركب من ذرات متحركة تلقائيا، ويرجع اختلافها إلى اختلاف مقدار الذرات الداخلة فيها وشكلها وطريقة ترتيبها، ثم تكتسب كيفياتها من لون ورائحة وحرارة، وهكذا تتخلق الأشياء بفعل تصادم الذرات المتحركة في خلاء الكون اللانهائي، فتتنافر وتتباعد بفعل اختلافها، أو تتجاذب وتتآلف بفعل تماثلها. ولأن الخلاء والذرات لانهائية، فالأرجح أن هناك أكواناً أخرى غير هذا الكون.

قدم ديموقريطرس نظرياته للعالم ولكن تلقى الكثير من الانتقادات خصوصا لعدم قدرته على اثبات افكاره بالتجارب الضابطة في ذلك الوقت وسبب الانتقاد هو عدم اجابته على اسئلة الفلاسفة الاخرين عن ارتباط الذرات ببعضها البعض وكان من هؤلاء الفلاسفة ارسطو الذي رفض افكار ديموقريطرس لانها تتنافى مع افكاره حول الطبيعة فقد نصت نظريات ديموقريطرس ان الذرات تسبح في الفراغ ولان ارسطو لم يؤمن بوجود الفراغ فقد قام بانتقاده وكان ارسطو فيلسوفا عظيما لذلك تبعه الاخرون

### النفس عند ديموقريطوس
الروح مادية تتألف من ذرات كروية، تستطيع النفاذ إلى الأشياء والتحرك، وكذلك النار تتألف من ذرات كروية، لذلك فإن النفس نارية.

### المعرفة
المعرفة عند ديموقريطوس مصدرها الحواس، ويفسر عملية الإدراك الحسي بأن الإحساس يتم نتيجة حركة الذرات في الهواء وتأثيرها في أعضاء الحس المنفعلة بها: حيث يدفع الهواء المحيط بالجسم تلك الذرات من الجسم إلى خارجه ومن الخارج إلى الداخل مع التنفس. وتخرج من الأجسام في كل آن أبخرة تحتفظ بخصائص الجسم وصورته وتطبع الهواء وتنتقل إلى مسام الحواس المدركة، أي إن الهواء يحمل هذه الصور التي تصطدم بالحواس فيتم إدراكها. والمعرفة الحسية صادقة لأنها مادية وواقعية، لكنها نسبية، لأنها معرفة متغايرة من شخص إلى آخر بسبب اختلاف الانطباعات الحسية عن الأشياء.

وترتكز الأخلاق عند ديموقريطس على العقل، بوصفه أداة لتحقيق السعادة الإنسانية، فهو جوهر النبل في الإنسان، ويشكل لديه قوة اعتدال المزاج، التي تحقق له حياة الطمأنينة المتحررة من الخرافة والمخاوف، والمفعمة بالبهجة والتفاؤل القائم على ميل سلوك الإنسان نحو الخير بإرادته، فيتم له التمييز بين اللذات التي تتوافق وخيريته، وتحقق له الاعتدال، لأنه أقوم في الرغبات والطموح.
وقد أثرت فلسفة ديموقريطس الذرية على نظرية الجزء الذي لا يتجزأ عند فلاسفة الإسلام أمثال ابن سينا وابن رشد، والمعتزلة، وعلى نظرية الطفرة والحدوث عند الأشاعرة.

## روابط خارجية
- ديمقريطس على موقع الموسوعة البريطانية (الإنجليزية)
- ديمقريطس على موقع إن إن دي بي (الإنجليزية)